# Potez XVI
Le Potez XVI est un monoplan monomoteur de chasse français envisagé en 1922.

## Historique
Le Potez XVI C1 est un projet de la société des Aéroplanes Henry Potez.
Cette étude est connue par un seul plan. Il s'agit d'un chasseur monoplan à aile haute, au fuselage en duralumin et doté d'un train d'atterrissage à deux roues. 